# Некрасовка (Советский район)
Некра́совка (до 1945 года Кулчора́; укр.  Некрасовка, крымскотат. Qul Çora, Къул Чора) — село в Советском районе Республики Крым, центр Некрасовского сельского поселения (согласно административно-территориальному делению Украины — Некрасовского сельского совета Автономной Республики Крым).

## Население
| 2001 | 2014  |
| ---- | ----- |
| 1351 | ↘1044 |

Всеукраинская перепись 2001 года показала следующее распределение по носителям языка
| Язык             | Процент |
| ---------------- | ------- |
| русский          | 68.76   |
| украинский       | 16.36   |
| крымскотатарский | 13.99   |
| другие           | 0.37    |

### Динамика численности
| - 1805 год — 41 чел. - 1864 год — 83 чел. - 1889 год — 134 чел. - 1892 год — 43 чел. - 1900 год — 399 чел. - 1915 год — 199/60 чел. - 1926 год — 253 чел. | - 1939 год — 370 чел. - 1974 год — 1293 чел. - 1989 год — 1314 чел. - 2001 год — 1351 чел. - 2009 год — 1300 чел. - 2014 год — 1044 чел. |

## Современное состояние
На 2017 год в Некрасовке числится 8 улиц; на 2009 год, по данным сельсовета, село занимало площадь 150 гектаров на которой, в 450 дворах, проживало 1300 человек. В селе действует средняя школа, детский сад «Ромашка», сельский дом культуры, отделение почты России, библиотека-филиал № 8, фельдшерско-акушерский пункт, храм великомученицы Варвары. Некрасовка связана автобусным сообщением с райцентром, Симферополем и соседними населёнными пунктами.

## География
Некрасовка — село на севере района, в степном Крыму, у берега Сиваша, высота центра села над уровнем моря — 10 м. Ближайшие сёла — Дмитровка в 6 км на северо-восток, Ровенка в 4 км на север и Октябрьское в 6 км на юго-запад. Райцентр Советский — примерно в 14 километрах (по шоссе), там же ближайшая железнодорожная станция — Краснофлотская (на линии Джанкой — Феодосия). Транспортное сообщение осуществляется по региональной автодороге 35Н-579 Советский — Дмитровка (по украинской классификации — С-0-11422).

## История
Первое документальное упоминание села встречается в Камеральном Описании Крыма… 1784 года, судя по которому, в последний период Крымского ханства Кул Чора входил в Кучук Карасовский кадылык Карасьбазарскаго каймаканства. После присоединения Крыма к России (8) 19 апреля 1783 года, (8) 19 февраля 1784 года, именным указом Екатерины II сенату, на территории бывшего Крымского Ханства была образована Таврическая область и деревня была приписана к Левкопольскому, а после ликвидации в 1787 году Левкопольского — к Феодосийскому уезду Таврической области. После Павловских реформ, с 1796 по 1802 год, входила в Акмечетский уезд Новороссийской губернии. По новому административному делению, после создания 8 (20) октября 1802 года Таврической губернии, Куль-Чора был включён в состав Урускоджинской волости Феодосийского уезда.
По Ведомости о числе селений, названиях оных, в них дворов… состоящих в Феодосийском уезде от 14 октября 1805 года , в деревне Коль-чога числилось 7 дворов и 41 житель. На военно-топографической карте генерал-майора Мухина 1817 года деревня Кулчара обозначена с 9 дворами. После реформы волостного деления 1829 года Балчору, согласно «Ведомости о казённых волостях Таврической губернии 1829 года», отнесли к Бурюкской волости (переименованной из Урускоджинской). Судя по доступным источника, в это время происходило заселение деревни выходцами из центральных губерний и на карте 1836 года в деревне 21 двор, как и на карте 1842 года.
В 1860-х годах, после земской реформы Александра II, деревню приписали к Шейих-Монахской волости. Согласно «Списку населённых мест Таврической губернии по сведениям 1864 года», составленному по результатам VIII ревизии 1864 года, Куль-Чора — общинная русская деревня с 20 дворами и 83 жителями при колодцах. По обследованиям профессора А. Н. Козловского начала 1860-х годов, в селении «кроме солонцеватой воды из колодцев глубиною 2—4 сажени (от 4 до 8,5 м) другой воды не имеется». На трёхверстовой карте Шуберта 1865—1876 года деревня Куль-Чора обозначена, почему-то, с 4 дворами, а по «Памятной книге Таврической губернии 1889 года», по результатам Х ревизии 1887 года, в деревне Кульчора числилось 23 двора и 134 жителя. По «…Памятной книжке Таврической губернии на 1892 год» в деревне Кульчора, входившей в Айкишское сельское общество, числилось 43 жителя в 4 домохозяйствах, а в безземельной деревне Кульчора, не входившей ни в одно сельское общество, было 14 жителей, у которых домохозяйств не числилось.
После земской реформы 1890-х годов деревню приписали к Андреевской волости. По «…Памятной книжке Таврической губернии на 1900 год» в деревне Кульчоры, входившей в Айкишское сельское общество, числилось 399 жителей в 35 дворах. По Статистическому справочнику Таврической губернии. Ч.II-я. Статистический очерк, выпуск пятый Феодосийский уезд, 1915 год, в селе Кульчора Андреевской волости Феодосийского уезда числилось 52 двора (15 дворов с землёй, 37 — безземельные) со смешанным населением в количестве 199 человек приписных жителей и 60 — «посторонних», из которых 137 мужчин и 132 женщины. Жители владели 2100 десятинами удобной земли. В хозяйствах имелось 144 лошади, 183 вола, 72 коровы и 721 голова мелкого скота.
После установления в Крыму Советской власти, по постановлению Крымревкома № 206 «Об изменении административных границ» от 8 января 1921 года была упразднена волостная система и село вошло в состав Ичкинского района Феодосийского уезда, а в 1922 году уезды получили название округов. 11 октября 1923 года, согласно постановлению ВЦИК, в административное деление Крымской АССР были внесены изменения, в результате которых округа были отменены, Ичкинский район упразднили, включив в состав Феодосийского в состав которого включили и село. Согласно Списку населённых пунктов Крымской АССР по Всесоюзной переписи 17 декабря 1926 года, в селе Кульчора, центре Кульчоринского сельсовета (в коем состоянии село пребывает всю дальнейшую историю) Феодосийского района, числился 61 двор, из них 58 крестьянских, население составляло 253 человека, из них 218 татар, 29 русских и 6 армян, действовала татарская школа I ступени (пятилетка). Постановлением ВЦИК «О реорганизации сети районов Крымской АССР» от 30 октября 1930 года Феодосийский район был упразднён и был создан Сейтлерский район (по другим сведениям 15 сентября 1931 года), в который включили село, а, с образованием в 1935 году Ичкинского — в состав нового района. В 1932 году в селе организован колхоз им. Чапаева. По данным всесоюзной переписи населения 1939 года в селе проживало 370 человек.
В годы Великой Отечественной войны на фронтах и в партизанских отрядах сражались многие жители Кульчоры, 34 из них погибли. В их честь в 1985 году в центре села, у школы, установлен памятный знак (автор неизвестен). Мемориал включает скульптуру изображает скорбящей женщины (высота 6,2 м) на двухступенчатом постаменте, каменную стену с панно и декоративными колоннами, каменную же звезду, символизирующей вечный огонь и мемориальную плиту с фамилиями погибших. Постановлением Совета министров Республики Крым № 627 от 20 декабря 2016 года памятник отнесён к категории объектов культурно-исторического наследия России регионального значения.
В 1944 году, после освобождения Крыма от фашистов, согласно Постановлению ГКО № 5859 от 11 мая 1944 года, 18 мая крымские татары были депортированы в Среднюю Азию. 12 августа 1944 года было принято постановление № ГОКО-6372с «О переселении колхозников в районы Крыма» и в сентябре 1944 года в район приехали первые новоселы (180 семей) из Тамбовской области, а в начале 1950-х годов последовала вторая волна переселенцев из различных областей Украины. Указом Президиума Верховного Совета РСФСР от 21 августа 1945 года Кольчура была переименована в Некрасовку и Кольчуринский сельсовет — в Некрасовский. С 25 июня 1946 года Некрасовка в составе Крымской области РСФСР, а 26 апреля 1954 года Крымская область была передана из состава РСФСР в состав УССР. Указом Президиума Верховного Совета УССР «Об укрупнении сельских районов Крымской области», от 30 декабря 1962 года Советский район был упразднён и село присоединили к Нижнегорскому. 8 декабря 1966 года Советский район был восстановлен и село вновь включили в его состав. В 1970 году в Некрасовке образован колхоз «Октябрь». По данным переписи 1989 года в селе проживало 1314 человек. С 12 февраля 1991 года село в восстановленной Крымской АССР, 26 февраля 1992 года переименованной в Автономную Республику Крым. С 21 марта 2014 года в составе Крыма аннексирована Россией.